# كارلوس تورو
كارلوس تورو (بالإسبانية: Carlos Toro)‏ (4 فبراير 1976 بسانتياغو في تشيلي - ) هو مدرب كرة قدم ولاعب كرة قدم تشيلي في مركز حراسة المرمى. شارك مع منتخب تشيلي لكرة القدم. أما مع النوادي، فقد لعب مع سانتياغو واندررز وديبورتيس أنتوفاغاستا.

## وصلات خارجية
- كارلوس تورو على موقع الاتحاد الدولي (مؤرشف)  (الإنجليزية)
- كارلوس تورو على موقع قاعدة بيانات كرة القدم.إي يو (الإنجليزية)
- كارلوس تورو على موقع ناشيونال فوتبول تيمز (الإنجليزية)
- كارلوس تورو على موقع عالم كرة القدم.نت (الإنجليزية)